# BA-6裝甲車
BA-6（БA-6, Бронеавтомобиль）是蘇聯在1930年代早期研制的裝甲車。BA-6使用的45毫米炮（BT炮塔）和T-26坦克一樣，另裝備1挺7.62毫米DT機槍於車身中部，一挺DT同軸機槍於炮塔。BA-6重5.1吨，車長4.65米，寬2.1米，高2.2米，乘員4名。BA-6使用美國制GAZ-AAA底盤，這種底盤只適合在公路等良好路況下行駛。這情況後來在增加一對適合路輪時得到一點改善。BA-6外形接近BA-3，但BA-6取消了右後方一扇車門。BA-3裝甲過於笨重，而BA-6裝甲較薄（10毫米）且性能更好。BA-6最後被更佳的BA-10取代。在30年代早期，BA-6等裝甲車可輕易擊毀大部份同期裝甲車，但其薄薄的裝甲還是容易被小口徑炮擊破。
BA-6參加了早期東線的戰鬥。由於其裝甲不足以應付德軍火力，所以其偵察角色被T-60坦克及T-70坦克等取代。